# Gruber (Familienname)
Gruber ist ein Familienname im deutschsprachigen Raum.

## Herkunft und Bedeutung
Der Name kommt aus dem alpenländischen Raum. Er ist abgeleitet von Grube und ist ein Herkunftsname mit der Bedeutung Tal oder Schlucht. In Österreich ist er der häufigste Familienname.

## Namensträger

### A
- Achim Gruber (* 1966), deutscher Tierpathologe und Buchautor
- Adam Heinrich Gruber (1671–1734), deutscher Organist und Orgelbauer
- Adolf Gruber (1920–1994), österreichischer Langstreckenläufer
- Albert Gruber (1898–?), österreichischer Maler
- Albrecht Gruber (1902–1973), deutscher Verleger
- Alex Gruber (* 1992), italienischer Naturbahnrodler
- Alexander Gruber (Bobfahrer), deutscher Bobfahrer
- Alexander Gruber (Fußballspieler) (* 1975), österreichischer Fußballspieler
- Alfred Gruber (1931–1972), österreichischer Künstler (Bildhauerei, Zeichnungen, Schmuck)
- Alois Gruber (1908–1959), österreichischer Politiker
- Andreas Gruber (Kirchenlieddichter) († vor 1550), deutscher Kirchenlieddichter
- Andreas Gruber (Regisseur) (* 1954), österreichischer Regisseur und Drehbuchautor
- Andreas Gruber (Mediziner) (* 1967/1968), österreichischer Neurochirurg
- Andreas Gruber (Schriftsteller) (* 1968), österreichischer Schriftsteller
- Andreas Gruber (Naturbahnrodler) (* 1984), italienischer Naturbahnrodler
- Andreas Gruber (Fußballspieler) (* 1995), österreichischer Fußballspieler
- Arthur Gruber (1914–1981), deutscher Lokalpolitiker, Oberbürgermeister von Sindelfingen
- August Gruber (1853–1938), deutscher Protozoologe
- Auguste Reber-Gruber (1892–1946), deutsche Pädagogin
- Augustin Johann Joseph Gruber (1763–1835), österreichischer Geistlicher, Erzbischof von Salzburg

### B
- Balthasar Gruber († 1645), deutscher Buchhändler und Drucker
- Barbara Gruber (* 1977), deutsche Skibergsteigerin und Alpinsportlerin
- Beate Gruber (* 1951), österreichische Politikerin (ÖVP)
- Bernd Gruber (* 1970), Biologe
- Bernhard Gruber (General) (1920–2006), deutscher Generalmajor
- Bernhard Gruber (Paläontologe) (* 1949), österreichischer Paläontologe
- Bernhard Gruber (Nordischer Kombinierer) (* 1982), österreichischer Nordischer Kombinierer
- Bettina Gruber (Künstlerin) (* 1947), deutsche Foto- und Videokünstlerin
- Bettina Gruber (* 1985), Schweizer Skilangläuferin

### C
- Carl Gruber (Unternehmer) (1834–1913), deutscher Unternehmer
- Carl Gruber (Konditor), deutscher Konditor, Schulgründer und Autor
- Carl Gruber (Ingenieur) (1876–1939), Schweizer Ingenieur
- Carl Anton von Gruber (Gruber von Grubenfels; 1760–1840), österreichischer Dichter, Historiker und Bibliothekar
- Carl Christian Gruber (1856–1934), deutscher Bildhauer und Architekt
- Carl Franz Gruber (1803–1845), österreichischer Maler
- Carola Gruber (* 1983), deutsche Autorin
- Caroline Gruber (* Anfang 1960er-Jahre), britische Schauspielerin
- Christian Gruber (Geograph) (1858–1906), deutscher Geograph
- Christian Gruber (* 1965), deutscher Gitarrist, Mitglied von Gruber & Maklar, siehe Gruber & Maklar
- Christina Gruber, eigentlicher Name von Amélie van Tass (* 1987), österreichische Zauberkünstlerin und Mentalistin
- Christina Gruber (Biathletin) (* 1988), österreichische Biathletin
- Christina Gruber (Snowboarderin) (* 1990), österreichische Snowboarderin
- Christoph Gruber (* 1976), österreichischer Skirennläufer
- Claudia Gruber (* 1966), deutsche Vorderasiatische Archäologin
- Claudia Gruber (Badminton) (* 1989), italienische Badmintonspielerin
- Craig Gruber (1951–2015), US-amerikanischer Musiker

### D
- Daniela Gruber-Pruner (* 1975), österreichische Politikerin (SPÖ)
- Detlef Gruber (1952–2025), österreichischer Politiker (SPÖ)
- Diana Gruber (* 1983), kanadische Skeletonsportlerin
- Doris Gruber (* 1963), deutsche Architektin

### E
- Eberhard Ludwig Gruber (1665–1728), deutscher Pietist
- Edmund Gruber (1936–1996), deutscher Fernsehjournalist und Intendant
- Eduard Gruber (* 1952),  österreichischer Geistlicher
- Elisabeth Gruber (* 1984), österreichische Triathletin
- Elke Gruber (* 1959), österreichische Bildungswissenschaftlerin
- Elmar Gruber (1931–2011), deutscher Pfarrer und Schriftsteller
- Elmar R. Gruber (* 1955), österreichischer Bewusstseinsforscher und Parapsychologe
- Emil Gruber (* 1959), österreichischer Fotograf, Künstler und Journalist
- Erich Gruber (1884–1953), österreichischer Jurist, Regierungspräsident und SS-Brigadeführer
- Ernst Gruber (1918–1979), deutscher Opernsänger (Tenor)
- Erwin Gruber (* 1964), österreichischer Politiker (ÖVP)
- Esaias Gruber († 1595), deutscher Bildhauer
- Esther Gruber (* 1925), Schweizer Malerin
- Eugen Gruber (1900–1989), Schweizer Historiker

### F
- Fabio Gruber (* 2002), deutsch-peruanischer Fußballspieler
- Ferry Gruber (1926–2004), deutsch-österreichischer Sänger (Tenor)
- Florian Gruber (Rennfahrer) (* 1983), deutscher Rennfahrer
- Florian Gruber (Kitesurfer) (* 1993), deutscher Kitesurfer
- Florian Gruber (Rennrodler) (* 1994), italienischer Kunst- und Naturbahnrodler
- Florian Gruber (Fußballspieler) (* 2003), österreichischer Fußballspieler
- Francis Gruber (1912–1948), französischer Maler
- Frank Gruber (1904–1969), US-amerikanischer Schriftsteller und Film- und TV-Drehbuchschreiber
- Franz von Gruber (1837–1918), österreichischer Architekt
- Franz Gruber (Politiker, 1877) (1877–1937), deutscher Politiker (SPD), MdL Hessen
- Franz Gruber (Sänger, 1882) (1882–1932), deutscher Opernsänger (Tenor)
- Franz Gruber (Politiker, 1888) (1888–1949), österreichischer Politiker (SPÖ), Niederösterreichischer Landtagsabgeordneter
- Franz Gruber (Politiker, 1900) (1900–1957), deutscher Politiker (SPD), MdL Hessen
- Franz Gruber (Politiker, 1935) (1935–2021), deutscher Politiker (CSU), MdL Bayern
- Franz Gruber (Politiker, 1956) (* 1956), österreichischer Politiker (ÖVP)
- Franz Gruber (Skirennläufer) (* 1959), österreichischer Skirennläufer
- Franz Gruber (Theologe) (* 1960), österreichischer Dogmatiker
- Franz Gruber (Fußballspieler) (* 1967), österreichischer Fußballtorwart und Torwarttrainer
- Franz Gruber (Sänger, II), österreichischer Opernsänger (Tenor)
- Franz Gruber-Gleichenberg (1886–1940), österreichischer Maler
- Franz Joseph Gruber († 1854), österreichischer Maler
- Franz Paul Gruber (1942–2023), deutscher Tiermediziner und Zoologe
- Franz Xaver Gruber (Polizeidirektor) (1765–1814), deutscher Polizeidirektor
- Franz Xaver Gruber (Komponist) (Conrad Franz Xaver Gruber; 1787–1863), österreichischer Lehrer und Komponist
- Franz Xaver Gruber (Maler) (Distelgruber; 1801–1862), österreichischer Maler
- Franz Xaver Gruber (Autor) (1826–1871), österreichischer Lehrer und Komponist
- Franz Xaver Gruber (Kapellmeister) (1875–1926), österreichischer Domkapellmeister und Domchorvikar
- Franz Xaver Gruber (Politiker) (* 1968), österreichischer Politiker (ÖVP)
- Freddie Gruber (1927–2011), US-amerikanischer Jazz-Schlagzeuger und Musikpädagoge
- Friedhelm Gruber (* 1953), deutscher Volleyballspieler und Wirtschaftsmanager
- Friedrich Gruber (Tuchhändler) (1805–1850), deutscher Tuchhändler und Bankier
- Friedrich Gruber (Politiker) (1883–1971), deutscher Politiker, Bürgermeister von Ingolstadt
- Fritz Gruber (1940–2022), österreichischer Montanhistoriker

### G
- Gabriel Gruber (1740–1805), österreichischer General der Jesuiten
- Georg Gruber (Politiker), österreichischer Politiker, Salzburger Landtagsabgeordneter

- Georg Gruber (Chorleiter) (1904–1979), österreichischer Musikwissenschaftler, Chorleiter und Komponist
- Georg Gruber (Produzent) (* 1974), deutscher Filmproduzent
- Georg Benno Gruber (1884–1977), deutscher Pathologe und Medizinhistoriker
- Georg Joseph Gruber (1773–1819), bayerischer Politiker
- Georg Wilhelm Gruber (1729–1796), deutscher Komponist
- Gerald Gruber (1930–2017), österreichischer Bergsteiger, Geograf und Hochschullehrer
- Gerd Gruber (Mediziner) (* 1960), deutscher Orthopäde und Unfallchirurg
- Gerd Gruber (Eishockeyspieler) (* 1982), österreichischer Eishockeyspieler
- Gerda Gruber (* 1940), österreichisch-mexikanische Keramikerin, Bildhauerin und Hochschullehrerin
- Gerhard Gruber (Theologe) (* 1928), deutscher römisch-katholischer Theologe
- Gerhard Gruber (Musiker) (* 1951), österreichischer Musiker
- Gernot Gruber (Musikwissenschaftler) (* 1939), österreichischer Musikwissenschaftler
- Gernot Gruber (Politiker) (* 1963), deutscher Politiker (SPD)
- Gerold Gruber (* 1958), österreichischer Musikwissenschaftler
- Gertraud Gruber (1921–2022), deutsche Kosmetikerin und Unternehmerin
- Giselher Gruber (1939–2019), deutscher Politiker
- Günter Gruber (Maler) (* 1947), österreichischer Maler
- Günter Gruber (* 1948), deutscher Diplomat
- Günther Gruber (* um 1967), Schweizer Radiologe und Onkologe österreichischer Herkunft
- Gustav Gruber (1891–1967), österreichischer Bratschist und Hochschullehrer

### H
- HK Gruber (Heinz Karl Gruber; * 1943), österreichischer Komponist und Dirigent
- Hannes Gruber (1928–2016), Schweizer Maler
- Hans Gruber (Uhrmacher) (um 1530–1597), deutscher Uhrmacher und Feinmechaniker
- Hans Gruber (Bildhauer) (1875–1931), österreichischer Bildhauer
- Hans Gruber (Fußballspieler) (1905–1967), deutscher Fußballspieler
- Hans Gruber (Autor) (1924–2000), Pseudonym Thurnhers Hannes, österreichischer Mundartautor, Musiker und Unternehmer
- Hans Gruber (Pädagoge) (* 1960), deutscher Pädagoge, Hochschullehrer  und Schachkomponist
- Hans-Günter Gruber (* 1957), deutscher Theologe und Hochschullehrer
- Heinrich Gruber (* 1945), österreichischer Chemiker und Hochschullehrer
- Heinrich A. Gruber (1899–1959), deutscher Yachtkonstrukteur, siehe Henry Gruber
- Heinrich August Gruber (1773–1864), deutscher Mediziner und Hammerwerksbesitzer
- Heinrich R. Gruber (1923–2012), deutscher Maler und Kunstsammler
- Heinz Gruber (Politiker) (* 1950), deutscher Maschinenbauingenieur und Politiker (Bündnis 90/Die Grünen)
- Heinz Gruber (Archäologe), österreichischer Archäologe und Denkmalschützer
- Heinz Karl Gruber (* 1943), österreichischer Komponist, Sänger (Bariton) und Musiker, siehe HK Gruber
- Helmut Gruber (Manager) (1919–1989), deutscher Industriemanager und Verbandsfunktionär
- Helmut Gruber (Mediziner) (* 1942/1943), österreichischer Anatom und Hochschullehrer
- Helmut Gruber (Sprachwissenschaftler) (* 1959), österreichischer Sprachwissenschaftler und Hochschullehrer
- Helmut Gruber (Fußballfunktionär), österreichischer Manager und Fußballfunktionär
- Helmut Hofer-Gruber (* 1959), österreichischer Politiker (NEOS)
- Helmut Maximilian Gruber-Ballehr (1939–2023), deutscher Maler und Grafiker
- Hendrik Gruber (* 1986), deutscher Stabhochspringer
- Henry Gruber (1899–1959), deutscher Yachtkonstrukteur
- Herbert Gruber (1913–1999), österreichischer Filmproduzent
- Herbert Gruber (Bobfahrer) (* 1942), österreichischer Bobsportler
- Hermann Gruber (Autor) (1851–1930), österreichischer Jesuit und Schriftsteller
- Hermann Gruber (Höhlenforscher) (1888–1951), österreichischer Höhlenforscher
- Hermann Gruber (Schauspieler) (1892–1981), deutscher Schauspieler
- Hermann Gruber (Politiker) (1900–1984), österreichischer Politiker (ÖVP)
- Hermann Gruber (Künstler) (* 1938), österreichischer Buchkünstler
- Hetum Gruber (1937–2019), deutscher Konzeptkünstler
- Horst Gruber (* 1972), österreichischer Fußballspieler und -trainer
- Hugo Gruber (Unternehmer, 1878) (1878–1958), deutscher Unternehmer
- Hugó Gruber (Schauspieler) (1938–2012), ungarischer Schauspieler
- Hugo Gruber (Unternehmer, 1950) (* 1950), deutscher Unternehmer

### I
- Ignaz Gruber (Politiker) (1801–1866), österreichischer Politiker
- Ignaz Gruber (Mediziner) (1803–1872), österreichischer Mediziner
- Ignaz Freiherr Gruber von Menninger (1842–1919), österreichischer Statistiker, Hochschullehrer und Politiker
- Imelda Gruber (* 1986), italienische Naturbahnrodlerin
- Ingemar Gruber (* 1977), italienischer Eishockeyspieler
- Ira D. Gruber (* 1934), US-amerikanischer Militärhistoriker
- Isabella Gruber (* 1970), österreichische Politikerin (FRITZ), Landtagsabgeordnete in Tirol

### J
- Jacob Gruber (Prediger) (1778–1850), US-amerikanischer methodistischer Prediger und Abolitionist
- Jacob W. Gruber (* 1921), US-amerikanischer Anthropologe, Archäologe und Wissenschaftshistoriker
- Jakob Gruber (Abt) (1688–1740), deutscher Prämonstratenserabt
- Jakob Gruber (Musiker) (1855–1908), deutscher Organist und Chorleiter
- Jakob Gruber (Bildhauer) (1864–1915), österreichischer Bildhauer
- Jakob Gruber (Politiker) (1676–1750), Schweizer Politiker, Landammann von Appenzell Ausserrhoden
- Jakob Gruber (Politiker, 1919) (1919–1993), österreichischer Politiker (SPÖ), Salzburger Landtagsabgeordneter
- Joachim Gruber (Philologe) (* 1937), deutscher Klassischer Philologe
- Joachim Gruber (Rechtswissenschaftler) (* 1961), deutscher Rechtswissenschaftler
- Johann Gruber (1889–1944), österreichischer Theologe und Widerstandskämpfer
- Johann Gruber (Jurist) (1833–1909), deutscher Jurist und Beamter
- Johann Gruber (Kaufmann) (1762–1851), deutscher Kaufmann und Politiker
- Johann Gruber (Widerstandskämpfer, 1903) (1903–1943), österreichischer Eisendreher und Opfer der NS-Justiz
- Johann Gruber (Ornithologe) (1917–2003), österreichischer Lehrer und Vogelkundler
- Johann Daniel Gruber (1686–1748), deutscher Bibliothekar, Jurist, Historiograf und Herausgeber
- Johann Gottfried Gruber (1774–1851), deutscher Literaturhistoriker und Schriftsteller
- Johann Nepomuk Gruber (1776–1811), österreichischer Numismatiker
- Johannes Gruber (1640–1710), Schweizer Textilunternehmer und Politiker
- Johannes von Gruber (1807–1875), deutscher Klassischer Philologe, Gymnasiallehrer in Stralsund
- Johannes Gruber (Sänger) (* 1985/1986), deutscher Sänger (Bariton)
- Jonas Gruber (* 1977), Schweizer Schauspieler
- Jonathan Gruber (* 1965), US-amerikanischer Wirtschaftswissenschaftler
- Jörn Gruber (* 1940), deutscher Romanist und Hochschullehrer
- Josef Gruber (Politiker, I), österreichischer Politiker, Salzburger Landtagsabgeordneter
- Josef Gruber (Politiker, 1811) (1811–1900), österreichischer Politiker, Oberösterreichischer Landtagsabgeordneter
- Josef Gruber (Mediziner, 1827) (1827–1900), österreichischer Mediziner
- Josef Gruber (Mediziner, 1844) (1844–1929), österreichischer Mediziner und Autor
- Josef Gruber (Komponist) (1855–1933), österreichischer Komponist und Organist
- Josef Gruber (Wirtschaftswissenschaftler, 1865) (1865–1925), österreichisch-tschechischer Wirtschaftswissenschaftler, Soziologe und Hochschullehrer
- Josef Gruber (Generalvikar) (1848–1929), österreichischer Theologe und Generalvikar von St. Pölten
- Josef Gruber (Politiker, 1867) (1867–1945), österreichischer Politiker (SDAP)
- Josef Gruber (Politiker, 1922) (1922–1980), österreichischer Politiker (ÖVP), Nationalratsabgeordneter
- Josef Gruber (Politiker, 1925) (1925–2013), österreichischer Politiker (SPÖ)
- Josef Gruber (Wirtschaftswissenschaftler, 1935) (* 1935), deutscher Wirtschaftswissenschaftler und Hochschullehrer
- Joseph Gruber (1912–1967), österreichischer Fußballtrainer
- Judith Gruber (auch Judith Gruber-Rizy; * 1952), österreichische Schriftstellerin
- Julia Gruber (* 1988), deutsche Schauspielerin, Synchronsprecherin und Radiomoderatorin
- Jürgen Gruber (* 1937), österreichischer Spinnenforscher

### K
- Karl Gruber (Richter) (1878–1958), deutscher Jurist und Richter österreichischer Herkunft
- Karl Gruber (Zoologe) (1881–1927), deutscher Zoologe und Parapsychologe
- Karl Gruber (Architekturhistoriker) (1885–1966), deutscher Architekt, Stadtplaner und Architekturhistoriker
- Karl Gruber (Politiker, Tschechoslowakei, 1898) (1898–1945), sudetendeutscher Politiker (SdP)
- Karl Gruber (Politiker, Österreich, 1898) (1898–1949), österreichischer Politiker (ÖVP), oberösterreichischer Landtagsabgeordneter
- Karl Gruber (Politiker, 1908) (1908–1958), österreichischer Politiker (ÖVP)
- Karl Gruber (Politiker, 1909) (1909–1995), österreichischer Politiker (ÖVP) und Diplomat
- Karl Gruber (Heimatforscher) (1926–2012), deutscher Heimatforscher
- Karl Gruber (Politiker, 1929) (1929–2011), österreichischer Politiker (SPÖ), niederösterreichischer Landtagsabgeordneter
- Karl Gruber (Künstler) (1930–2006), österreichischer Maler, Graphiker und Bildhauer
- Karl Gruber (Kunsthistoriker) (1943–2022), italienischer Theologe und Kunsthistoriker
- Karl Gruber (Offizier) (* 1955), Chef der österreichischen Luftstreitkräfte
- Karl Heinz Gruber (* 1942), österreichischer Erziehungswissenschaftler und Hochschullehrer
- Katharina Gruber (Malerin) (1807–1859), österreichische Malerin
- Katharina Gruber (Politikerin) (1918–1995), österreichische Politikerin (SPÖ), Salzburger Landtagsabgeordnete
- Katharina Gruber (Nordische Kombiniererin) (* 2008), österreichische Nordische Kombiniererin
- Kelly Gruber (* 1962), US-amerikanischer Baseballspieler
- Kevin Gruber (* 1995), italienischer Eishockeyspieler
- Klaus Gruber (* 1962), österreichischer Fußballspieler
- Klaus-Dieter Gruber (* 1961), deutscher Szenenbildner
- Konstantin Gruber (* 1979), österreichischer Tennisspieler
- Kurt Gruber (Jagdflieger), österreichischer Jagdflieger
- Kurt Gruber (Politiker) (1904–1943), deutscher Jugendfunktionär und Politiker (NSDAP)
- Kurt Gruber (Widerstandskämpfer) (1912–1945), deutscher Widerstandskämpfer

### L
- Lea Gruber (* 1997), deutsche Handballspielerin
- Leo Fritz Gruber (1908–2005), deutscher Fotograf, Sammler und Kurator
- Leonhard Gruber (1740–1810/1811), deutscher Astronom und Philosoph
- Leopold Gruber (Piarist) (1733–1807), österreichischer Piarist und Gelehrter
- Leopold Gruber (Tuchhändler) (1841–1920), österreichischer Tuchhändler
- Leopold Gruber (Politiker) (1885–1970), österreichischer Volksbildner und Politiker
- Leopold Franz Gruber (um 1710–1784), österreichischer Jurist und Politiker, Bürgermeister von Wien
- Lilli Gruber (* 1957), italienische Journalistin und Politikerin
- Lilo Gruber (1915–1992), deutsche Choreographin
- Lisa Gruber (* 2004), österreichische Stabhochspringerin
- Ludwig Gruber, Pseudonym von Ludwig Anzengruber (1839–1889), österreichischer Schriftsteller
- Ludwig Gruber (Komponist) (1874–1964), österreichischer Komponist, Sänger, Schriftsteller und Dirigent
- Ludwig Gruber (Maler) (1889–1967), österreichischer Maler und Grafiker
- Ludwig Gruber (Dichter) (1922–2005), deutscher Gstanzlsänger und Mundartdichter
- Ludwig Gruber (Grafiker) (* 1935), deutscher Grafiker

### M
- Malte-Christian Gruber (* 1974), deutscher Rechtswissenschaftler
- Malvina Gruber (1906–nach 1952), Komintern-Agentin
- Manfred Gruber (Architekt) (* 1929), deutscher Architekt und Hochschullehrer
- Manfred Gruber (Politiker) (* 1949), österreichischer Politiker (SPÖ), Salzburger Landtagsabgeordneter
- Manfred Gruber (Künstler) (* 1951), deutscher Maler, Grafiker und Bühnenbildner
- Margareta Gruber (* 1961), deutsche Ordensschwester, Theologin und Hochschullehrerin
- Margarethe Gruber (* 1949), österreichische Politikerin, Bürgermeisterin von Judenburg, Landtagsabgeordnete der Steiermark
- Maria Gruber (* 1946), österreichische Malerin, Grafikerin und Objektkünstlerin
- Maria Gruber (* 1964), österreichische Serienmörderin, siehe Todesengel von Lainz
- Marian Gruber (* 1961), österreichischer Priestermönch und Philosoph
- Marianne Gruber (* 1944), österreichische Schriftstellerin
- Marie Gruber (1955–2018), deutsche Schauspielerin
- Markus Gruber (Verwaltungsjurist) (* 1962), deutscher Verwaltungsjurist
- Markus Gruber (Filmproduzent), Filmproduzent und Regisseur
- Markus Gruber (Altphilologe) (* 1976), deutscher Altphilologe
- Markus Gruber (Sänger), deutscher Sänger (Tenor)
- Martin Gruber (Politiker) (1866–1936), deutscher Journalist und Politiker (SPD)
- Martin Gruber (Manager) (1930–2016), Hauptgeschäftsführer der Joh. A. Benckiser GmbH
- Martin Gruber (Choreograf) (* 1957), deutscher Regisseur, Schauspiellehrer und Choreograf
- Martin Gruber (* 1963), deutscher Architekt, siehe Gruber + Kleine-Kraneburg
- Martin Gruber (Regisseur) (* 1967), österreichisch-italienischer Regisseur
- Martin Gruber (Mediziner) (* 1968), österreichischer Facharzt für Orthopädie und orthopädische Chirurgie
- Martin Gruber (Schauspieler) (* 1970), deutscher Schauspieler
- Martin Gruber (Naturbahnrodler) (* 1975), italienischer Naturbahnrodler
- Martin Gruber (Politiker, 1983) (* 1983), österreichischer Politiker (ÖVP)
- Matthias Gruber (* 1984), österreichischer Schriftsteller und Journalist
- Mauro Gruber (* 1986), Schweizer Skilangläufer
- Max von Gruber (1853–1927), österreichischer Mediziner, Physiologe und Hygieniker
- Max Gruber (Dompteur) (1877–1939), US-amerikanischer Dompteur österreichischer Herkunft
- Max Gruber (Regisseur) (* 1957/1958), österreichischer Regisseur, Schauspieler und Autor
- Max Gruber, eigentlicher Name von Drangsal (Musiker) (* 1993), deutscher Musiker, Sänger und Songschreiber
- Meinrad Gruber (1944–2015), deutscher Lehrer, Regionalhistoriker und Heimatpfleger
- Michael Gruber (Bauernführer), Bauernführer während des Salzburger Bauernaufstandes 1525/26
- Michael Gruber (Politiker, 1877) (1877–1964), österreichischer Politiker (CS)
- Michael Gruber (Schauspieler) (* 1964), US-amerikanischer Schauspieler und Sänger
- Michael Gruber (* 1965), deutscher Künstler, siehe Empfangshalle (Künstlerduo)
- Michael Gruber (Fußballspieler, 1966) (* 1966), österreichischer Fußballspieler
- Michael Gruber (Politiker, 1976) (* 1976), österreichischer Politiker (FPÖ), Landtagsabgeordneter in Oberösterreich
- Michael Gruber (Nordischer Kombinierer) (* 1979), österreichischer Nordischer Kombinierer
- Michael Gruber (Musiker) (* 1981), österreichischer Klarinettist
- Michael Gruber (Fußballspieler, 1983) (* 1983), österreichischer Fußballspieler
- Miriam Gruber (* 1983), österreichische Badmintonspielerin
- Monica Gruber (* 1947), österreichische Schauspielerin und Synchronsprecherin
- Monika Gruber (* 1971), deutsche Kabarettistin, Autorin und Schauspielerin

### N
- Nicolas Gruber (* 1968), Schweizer Umweltphysiker

### O
- Oswald Gruber (1840–1913), österreichischer Architekt
- Otto Gruber (1883–1957), deutscher Architekt und Hochschullehrer
- Otto von Gruber (1884–1942), deutscher Photogrammeter
- Otto Gruber (Geistlicher) (1896–1970), deutscher evangelischer Geistlicher und Theologe

### P
- Patrick Gruber (* 1978), italienischer Rennrodler
- Paul Gruber (Journalist) (* 1938), österreichischer Journalist und Autor
- Paul Gruber (Maler) (* 1949), österreichischer Maler
- Paul Gruber (Footballspieler) (* 1965), US-amerikanischer American-Football-Spieler
- Peter Gruber (Politiker) (1937–2021), deutscher Politiker (SPD)
- Peter Gruber (Mathematiker) (1941–2017), österreichischer Mathematiker
- Peter Gruber (Schauspieler) (* 1946), österreichischer Schauspieler
- Peter Gruber (Fußballspieler) (* 1952), deutscher Fußballspieler
- Peter Gruber (Schriftsteller) (* 1955), österreichischer Schriftsteller
- Philibert Gruber von Zurglburg (1761–1799), Tiroler Franziskaner und Philosoph
- Primavera Driessen Gruber (* 1951), österreichische Juristin und Kulturmanagerin

### R
- Reinhard Gruber (* 1977), italienischer Naturbahnrodler
- Reinhard P. Gruber (* 1947), österreichischer Schriftsteller
- Renate Gruber (Sammlerin) (1936–2022), deutsche Sammlerin und Förderin von Fotokunst
- Renate Gruber (Politikerin) (* 1967), österreichische Bürgermeisterin und Nationalratsabgeordnete (SPÖ)
- Richard Gruber (* 1954), deutscher Bildhauer
- Rigobert Gruber (* 1961), deutscher Fußballspieler
- Robert Gruber (* 1982), deutscher Baseballspieler
- Rolf Willi Gruber (* 1939), Schweizer Kinderchirurg und Hochschullehrer
- Romy Gruber (* 1993), luxemburgische Fußballspielerin
- Robert Gruber (Architekt), deutscher Architekt
- Rudolf Gruber (Politiker) (1864–1926), österreichischer Politiker
- Rudolf Gruber (Bildhauer) (auch Rudl Gruber; 1920–2003), Schweizer Bildhauer
- Rudolf Gruber (Tischtennisspieler) (1922–2002), deutscher Tischtennisspieler und -funktionär
- Rudolf Gruber (Botaniker) (* 1932), österreichischer Botaniker
- Rudolf Gruber (Manager) (1933–2024), österreichischer Jurist und Industriemanager
- Rudolf Gruber (Schiedsrichter) (* 1977), österreichischer Fußballschiedsrichter
- Rupert Gruber (1689–1740), deutscher Chorherr und Gelehrter
- Ruth Gruber (1911–2016), amerikanische Journalistin
- Ruven Gruber (* 1995), Schweizer Unihockeyspieler

### S
- Sabine Gruber (* 1963), Südtiroler Schriftstellerin
- Sabine M. Gruber (* 1960), österreichische Schriftstellerin
- Sarah Gruber (* 1993), italienische Naturbahnrodlerin
- Sebastian Gruber (Politiker, 1863) (1863–1941), österreichischer Landwirt und Politiker (Freiheits- und Ordnungspartei)
- Sebastian Gruber (Politiker, 1981) (* 1981), deutscher Politiker (CSU)
- Stefan Gruber (Künstler), US-amerikanischer Performancekünstler und Comicautor
- Stefan Gruber (Poolbillardspieler) (* 1976), deutscher Poolbillardspieler
- Stefan Gruber (Snowboarder) (* 1976), österreichischer Snowboarder
- Stefan Gruber (Naturbahnrodler) (* 1985), italienischer Naturbahnrodler
- Steff Gruber (* 1953), Schweizer Filmemacher

### T
- Theodor Gruber (1865–1928), deutscher Maler
- Thomas Gruber (Politiker), deutscher Soldat und Politiker, MdL Bayern
- Thomas Gruber (Medienwissenschaftler) (* 1943), deutscher Medienwissenschaftler, Hochschullehrer und Rundfunkintendant
- Thomas Gruber (Künstler) (* 1951), deutscher Bildender Künstler und Bühnenbildner
- Thomas Gruber (Rennfahrer) (* 1959), österreichischer Automobilrennfahrer
- Thomas Gruber (Dichter) (* 1960), deutscher Dichter, Übersetzer und Journalist
- Thomas Gruber (Ministerialdirektor) (* 1963), deutscher Verwaltungsjurist
- Thomas Gruber (Medienmanager), österreichischer Medienmanager
- Thomas Gruber (Historiker), deutscher Historiker
- Thomas Gruber (Fußballspieler) (* 1979), österreichischer Fußballspieler
- Thomas Gruber (Radsportler) (* 1996), österreichischer Radsportler
- Tobias Gruber (* 2005), österreichischer Fußballspieler
- Toni Gruber (1943–2023), deutscher Motorradrennfahrer
- Tresl Gruber (1897–1978), italienisch-ladinische Künstlerin, Lehrerin und Sprachwissenschaftlerin

### U
- Ulrich Gruber (* 1932), deutscher Herpetologe
- Ulrich F. Gruber (Ulrich Fritz Gruber; 1930–2024), Schweizer Chirurg
- Urs Peter Gruber (* 1970), deutscher Rechtswissenschaftler
- Ursula Pausch-Gruber (1933–1996), deutsche Politikerin (SPD)
- Utta Gruber (1924–2005), deutsche Volkswirtin und Hochschullehrerin

### W
- Walter Gruber (Geodät) (1885–1969), Schweizer Geodät
- Walter Gruber (Autor) (1911–1983), deutscher DRK-Funktionär und Sachbuchautor
- Walter Gruber (Fußballspieler) (* 1956), österreichischer Fußballspieler
- Walther Gruber (1911–1977), österreichischer Arzt
- Wenzel Gruber (1814–1890), österreichischer Anatom
- Werner Gruber (* 1970), österreichischer Physiker und Autor
- Wilfried Gruber (* 1942), deutscher Politikwissenschaftler und Diplomat
- Wilhelm Gruber, Geburtsname von William Gruber (1903–1965), deutschamerikanischer Orgelbauer und Erfinder
- Wilhelm Gruber (Geistlicher) (1903–1969), deutscher evangelischer Pfarrer
- Wilhelm Gruber (Schriftsteller) (* 1950), deutscher Schriftsteller
- Willi Gruber (1930–2012), österreichischer Politiker (SPÖ)
- William Gruber (geb. Wilhelm Gruber; 1903–1965), deutschamerikanischer Orgelbauer und Erfinder
- Wolf Gruber (* 1969), österreichischer Kabarettist, Moderator und Schauspieler
- Wolfgang Gruber (* 1950), österreichischer Arbeits- und Sozialrechtler
- Wolfgang Walter Gruber (1589–1655), deutscher Jurist und Hochschullehrer

## Familien
- Gruber (Familie, Appenzell Ausserrhoden)

## Unternehmen
- Gruber Logistics, italienisches Transportunternehmen
- Gruber Touristik, österreichischer Reiseveranstalter und Reisebüro